# Unión Soviética en los Juegos Paralímpicos de Seúl 1988
La Unión Soviética estuvo representada en los Juegos Paralímpicos de Seúl 1988 por un total de 22 deportistas, 16 hombres y seis mujeres.

## Medallistas
El equipo paralímpico soviético obtuvo las siguientes medallas:
| Nombre               | Deporte   | Evento                            |
| -------------------- | --------- | --------------------------------- |
| Oro                  |           |                                   |
| Raissa Jouravliova   | Atletismo | 100 m B2 femenino                 |
| Raissa Jouravliova   | Atletismo | Salto de longitud B2 femenino     |
| Raissa Jouravliova   | Atletismo | Pentatlón B2 femenino             |
| Tamara Pankova       | Atletismo | 400 m B1 femenino                 |
| Tamara Pankova       | Atletismo | 800 m B1 femenino                 |
| Tamara Pankova       | Atletismo | 1500 m B1 femenino                |
| Rima Batalova        | Atletismo | 400 m B2 femenino                 |
| Rima Batalova        | Atletismo | 800 m B2 femenino                 |
| Vadim Kalmikov       | Atletismo | Salto de altura B2 masculino      |
| Vadim Kalmikov       | Atletismo | Salto de longitud B2 masculino    |
| Vadim Kalmikov       | Atletismo | Triple salto B2 masculino         |
| Vadim Kalmikov       | Atletismo | Pentatlón B2 masculino            |
| Oleg Chepel          | Atletismo | Salto de altura B3 masculino      |
| Oleg Chepel          | Atletismo | Salto de longitud B3 masculino    |
| Oleg Chepel          | Atletismo | Pentatlón B3 masculino            |
| Victor Riabochtan    | Atletismo | 100 m B1 masculino                |
| Victor Riabochtan    | Atletismo | 400 m B1 masculino                |
| Alexandre Mojir      | Atletismo | 100 m B2 masculino                |
| Alexandre Mojir      | Atletismo | Jabalina B2 masculino             |
| Vytautas Girnius     | Atletismo | Jabalina B1 masculino             |
| Vytautas Girnius     | Atletismo | Pentatlón B1 masculino            |
| Plata                |           |                                   |
| Danutė Smidek        | Atletismo | 800 m B3 femenino                 |
| Raissa Jouravliova   | Atletismo | Disco B2 femenino                 |
| Serguéi Sevostianov  | Atletismo | 100 m B1 masculino                |
| Serguéi Sevostianov  | Atletismo | Pentatlón B1 masculino            |
| Serguéi Sevostianov  | Atletismo | Triple salto B1 masculino         |
| Farzat Timerboulatov | Atletismo | 800 m B3 masculino                |
| Farzat Timerboulatov | Atletismo | 1500 m B3 masculino               |
| Anatoli Pomikalov    | Atletismo | 800 m B2 masculino                |
| Alexandre Mojir      | Atletismo | Pentatlón B2 masculino            |
| Tatiana Chipovalova  | Natación  | 50 m braza B2 femenino            |
| Nadezhda Maksímova   | Natación  | 50 m libre B3 femenino            |
| Oleg Cher            | Natación  | 50 m libre B1 masculino           |
| Oleg Cher            | Natación  | 100 m libre B1 masculino          |
| Oleg Cher            | Natación  | 100 m espalda B1 masculino        |
| Oleg Cher            | Natación  | 200 m estilos B1 masculino        |
| Alexandre Gapon      | Natación  | 100 m braza B2 masculino          |
| Alexandre Gapon      | Natación  | 200 m braza B2 masculino          |
| Vladímir Siguidov    | Natación  | 200 m braza B1 masculino          |
| Equipo               | Natación  | 4 × 100 m libre B1-B3 masculino   |
| Equipo               | Natación  | 4 × 100 m estilos B1-B3 masculino |
| Bronce               |           |                                   |
| Rima Batalova        | Atletismo | 100 m B2 femenino                 |
| Danutė Smidek        | Atletismo | 400 m B3 femenino                 |
| Anatoli Pomikalov    | Atletismo | 400 m B2 masculino                |
| Anatoli Pomikalov    | Atletismo | 5000 m B2 masculino               |
| Andréi Kolivanov     | Atletismo | Jabalina B3 masculino             |
| Victor Riabochtan    | Atletismo | Salto de longitud B1 masculino    |
| Tatiana Chipovalova  | Natación  | 50 m libre B2 femenino            |
| Tatiana Chipovalova  | Natación  | 100 m libre B2 femenino           |
| Tatiana Chipovalova  | Natación  | 100 m braza B2 femenino           |
| Tatiana Chipovalova  | Natación  | 200 m braza B2 femenino           |
| Tatiana Chipovalova  | Natación  | 400 m estilos B2 femenino         |
| Nadezhda Maksímova   | Natación  | 100 m libre B3 femenino           |
| Mijaíl Kapitonov     | Natación  | 50 m libre B2 masculino           |
| Vladímir Siguidov    | Natación  | 100 m braza B1 masculino          |
| Oleg Cher            | Natación  | 400 m libre B1 masculino          |